# Гаютино (Рыбинский район)
Гаю́тино  — деревня в Назаровской сельской администрации Назаровского сельского поселения Рыбинского района Ярославской области .
Деревня расположена правом берегу Сундобы, притока Волги. Деревня стоит на возвышенности в устье безымянного правого притока Сундобы. Это последняя деревня вверх по течению реки. Выше по течению, к северу начинается лесная ненаселенная местность вплоть до долины реки Ухра. Ниже по течению на противоположном берегу маленькая деревня Фоминское. Деревня расположена к северу от автомобильной дороги Рыбинск-Шашково, к ней ведёт просёлочная дорога по берегу Сундобы на деревню Гаврилово.  Основная улица деревни ориентирована параллельно реке .
Деревня Гаютина указана на плане Генерального межевания Рыбинского уезда 1792 года.
На 1 января 2007 года в посёлке числилось 2 постоянных жителя . Почтовое отделение Назарово обслуживает в деревне 22 дома .